# Manyaques
Manyaques és un veïnat a cavall de les comunes vallespirenques de Montferrer i del Tec, a la Catalunya del Nord.

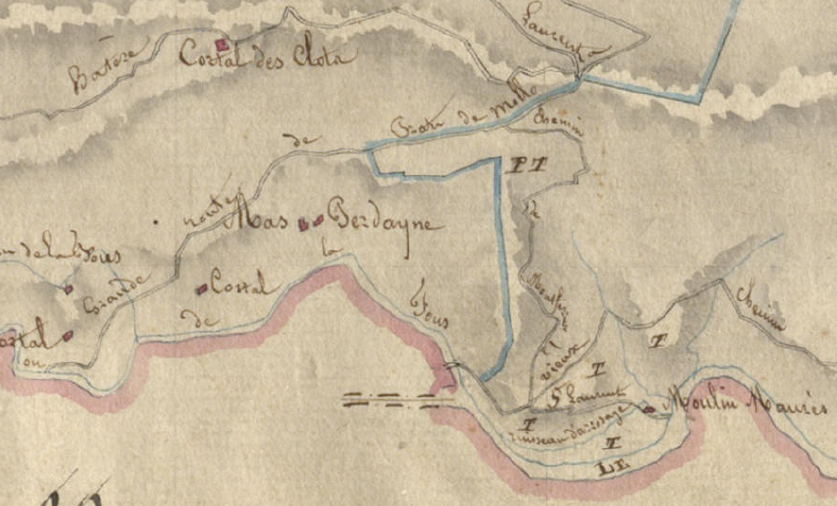
Manyaques en el Cadastre napoleònic del 1812 (ADPO)

És a l'extrem sud-occidental del terme de Montferrer, a ran del termenal amb el Tec, entre el riu i la carretera general. Una part del veïnat, la sud-oest, on hi ha la capella, és dins del terme veí del Tec.